# Aynur Elgunesh
Aynur Elgunesh, Aynur Telman gizi Gambarova (29 de mayo de 1975, Aghdam, Azerbaiyán) es una periodista independiente azerbaiyana y presa política. De 2005 a 2014, trabajó para periódicos de renombre como Gündəlik Azərbaycan (Diario de Azerbaiyán), Yeni Müsavat (Nuevo Musavat), Azadlıq (Libertad) y Bizim Yol (Nuestro Camino). Desde abril de 2014, trabaja en Meydan TV y actualmente es su editora jefa. 

## Trayectoria
Aynur Elgunesh nació el 29 de mayo de 1975 en el distrito de Aghdam mientras cursaba séptimo grado, sus artículos se publicaron en el periódico del distrito, Lenin Yolu («El camino de Lenin»). Su infancia coincidió con un período difícil: la Primera Guerra de Nagorno-Karabaj . Entre junio y julio de 1993, el distrito de Aghdam fue ocupado por las fuerzas armadas armenias, y Aynur y su familia se vieron obligados a abandonar su región natal y vivir como refugiados.Terminó su educación secundaria en la ciudad de Mingachevir (a 206 kilómetros de Aghdam). En 1994 ingresó en la Universidad Pedagógica Estatal de Azerbaiyán N. Tusi y en 1998 se graduó con honores en la Facultad de Lengua y Literatura de Azerbaiyán. Tras esto en 2002, completó un programa de formación titulado Fundamentos del Periodismo impartido por la BBC y más tarde en 2005 realizó un curso de periodismo en la Escuela Holandesa de Periodismo. 
El 6 de diciembre de 2024, fue arrestada en relación con una causa penal contra periodistas de Meydan TV. El 8 de diciembre, el Tribunal de Distrito de Khatai ordenó su detención preventiva. Ella y otros detenidos en el caso fueron acusados en virtud del artículo 206.3.2 del Código Penal de Azerbaiyán (contrabando cometido por un grupo de personas mediante conspiración previa). Aynur Elgunesh negó los cargos y atribuyó su detención a sus actividades periodísticas profesionales.Varias organizaciones locales e internacionales de derechos humanos condenaron la detención de Aynur Elgunesh, calificándola de política, e instaron a las autoridades azerbaiyanas a liberarla inmediatamente.Actualmente se encuentra detenida en el Centro de Detención Preventiva de Bakú, bajo la autoridad del Servicio Penitenciario del Ministerio de Justicia. 

### Actividad periodística
En 1996 Aynur Elgunesh comenzó su carrera periodística y hasta 2005 trabajó en la Radio Estatal ocupando varios cargos en la prensa escrita primero como corresponsal y luego como jefa de departamento en el periódico Cümhuriyyət ("República"), como subdirectora de Yeni Qafqaz ("Nuevo Cáucaso"), así como reportera para los periódicos Xalq Cəbhəsi ("Frente Popular"), Paritet ("Paridad") y Müstəqil ("Independiente"). Su firma se hizo pública a principios de la década de 2000. 
De 2005 a 2007, trabajó como corresponsal del periódico Gündəlik Azərbaycan (“Diario de Azerbaiyán”). Se especializó como periodista de investigación, centrándose principalmente en cuestiones socioeconómicas. Tras la detención del fundador del periódico, Eynulla Fatullayev, en abril de 2007, y el cierre de la publicación en julio del mismo año, fue interrogada por el Ministerio de Seguridad Nacional (MNS). En relación con este caso, se le prohibió salir del país.
De 2007 a 2014, trabajó como periodista independiente. Durante este período, colaboró principalmente con los periódicos Yeni Müsavat (Nueva Musavat), Azadliq (Libertad) y Bizim Yol (Nuestro Camino). Durante un tiempo, también fue editora de la revista Yeni İqtisadiyyat (Nueva Economía). Fue secretaria de prensa del Comité Nacional Azerbaiyano de la Asamblea de Ciudadanos de Helsinki (hCa).Contribuyó al desarrollo de jóvenes periodistas mediante sesiones de formación y cursos en la Escuela de Periodismo de Bakú (BJM) y el Instituto de Iniciativas Democráticas (IDI). Durante el curso académico 2012-2013, impartió clases de periodismo cívico en la Universidad Eslava de Bakú. 
Desde abril de 2014, trabaja en Meydan TV donde es editora jefe de Meydan TV. Colabora con diversos medios internacionales, como el Instituto para el Reportaje de Guerra y Paz (IWPR) y ChaiKhana Media, y publica artículos sobre una amplia gama de temas, como conflictos, política y derechos humanos. A lo largo de su carrera profesional, ha enfrentado repetidamente detenciones, resistencia de las fuerzas del orden y malos tratos.
En febrero de 2016, Aynur Elgunesh fue citada al Departamento de Investigación de Delitos Graves de la Fiscalía General y fue interrogada como testigo en el caso penal Nº 142006023, que se había iniciado el 12 de mayo de 2014 contra varios funcionarios asociados a Meydan TV. El 11 de febrero de 2020, mientras cubría una manifestación de candidatos parlamentarios cerca del edificio administrativo de la Comisión Electoral Central (CEC), Aynur Elgunesh, junto con el reportero de Meydan TV, Aytaj Tapdig, fue detenido por la policía.  Como resultado del uso de la fuerza por parte de las fuerzas del orden, Aynur Elgunesh sufrió lesiones corporales leves. Reporteros Sin Fronteras (RSF) y el Representante de la OSCE para la Libertad de los Medios de Comunicación, Harlem Désir, condenaron enérgicamente el incidente y declararon que las autoridades azerbaiyanas están socavando el pluralismo mediático. 
En febrero de 2023, estuvo entre los 40 periodistas que firmaron un documento de posición criticando la Ley de Medios de Comunicación de Azerbaiyán, en particular sus disposiciones para un registro centralizado, por permitir restricciones generalizadas a la libertad de prensa. 

## Persecución penal y prohibición de viajar (2015-2019)
En diciembre de 2015, durante un viaje a Ucrania, los agentes de control fronterizo del Servicio Estatal de Fronteras del Aeropuerto Internacional Heydar Aliyev le prohibieron salir del país sin explicaciones. 
En febrero de 2016, fue interrogada como testigo en el Departamento de Investigación de Delitos Graves de la Fiscalía General en relación con la causa penal n.º 142006023, iniciada el 12 de mayo de 2014 contra varios funcionarios de Meydan TV . Además, entre 2015 y 2019, se le prohibió salir de Azerbaiyán.  En julio de 2017 fue interrogada nuevamente por el Departamento de Investigación de Delitos Graves de la Fiscalía General. 
En marzo de 2016, Aynur Elgunesh presentó una demanda impugnando la prohibición de viajar.  El Tribunal de Distrito de Nasimi en Bakú, presidido por el juez Babek Panahov, revisó su queja contra la restricción de viaje. El tribunal rechazó la solicitud de Aynur Elgunesh de levantar la prohibición de viajar, alegando su condición de testigo en la investigación en curso contra funcionarios de Meydan TV por parte de la Fiscalía General. Elgunesh argumentó que, según el Código de Migración de Azerbaiyán, un testigo no puede ser objeto de una prohibición de viajar y apeló la decisión.  Sin embargo, en junio de ese mismo año, el Tribunal de Apelación de Bakú confirmó el fallo del tribunal inferior. Su abogado, Elchin Sadigov, consideró la decisión de apelación ilegal e infundada, declarando:
 
La prohibición de viajar se levantó en mayo de 2019 después de cuatro años. 
El 22 de septiembre de 2023, el Tribunal Europeo de Derechos Humanos (TEDH) dictó sentencia en el caso Aynur Gambarova y otros contra Azerbaiyán . Según las conclusiones del TEDH, las autoridades azerbaiyanas violaron el derecho de los periodistas a la libertad de circulación ( artículo 2 del Protocolo n.º 4 del Convenio Europeo de Derechos Humanos ) y su derecho a un recurso judicial efectivo (artículo 13 del Convenio). El Tribunal ordenó al gobierno azerbaiyano pagar a cada demandante 5.000 € en concepto de daños morales y 500 € adicionales en concepto de costas judiciales. 

## Arresto y juicio (2024)
Aynur Elgunesh y otros seis periodistas —Aytaj Tapdig, Khayala Aghayeva, Aysel Umudova, Natig Javadly, el periodista independiente Ramin Deko y el subdirector de la Escuela de Periodismo de Bakú (BJM), Ulvi Tahirov— fueron arrestados el 6 de diciembre de 2024 en la Comisaría Central de Bakú en el marco de una causa penal contra Meydan TV. Cada uno de ellos fue acusado en virtud del artículo 206.3.2 del Código Penal de la República de Azerbaiyán (contrabando cometido por un grupo de personas mediante conspiración previa). Niegan los cargos y vinculan las detenciones a sus actividades profesionales.

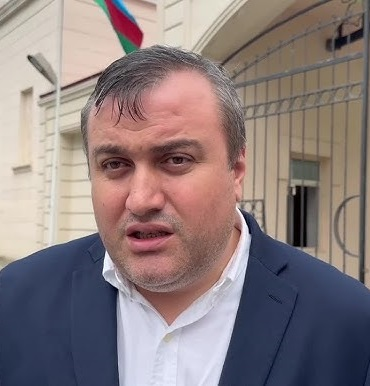
El abogado Elchin Sadigov

El 8 de diciembre, se revisó la moción de la autoridad investigadora sobre la elección de la medida cautelar contra Aynur Elgunesh. El Tribunal de Distrito de Khatai, presidido por la jueza Sulkhana Gadzhieva, examinó las mociones relativas a la medida cautelar de arresto. Se accedió a las mociones de la autoridad investigadora y se impuso una medida cautelar de arresto a cada uno de los detenidos, incluyendo a Aynur Elgunesh, por un período de cuatro meses. 
Aynur Elgunesh presentó una apelación contra la decisión del Tribunal de Distrito de Khatai de fecha 8 de diciembre de 2024. El 13 de diciembre, durante una audiencia judicial en el Tribunal de Apelaciones de Bakú presidida por el juez Farid Eyubov, la apelación de Aynur Elgunesh fue desestimada. Durante la audiencia, se supo que el juez Farid Eyubov  estaba revisando la apelación; sin embargo, los materiales del caso penal relacionados con el asunto en consideración no fueron presentados al tribunal. A pesar de las objeciones de la defensa, dirigió la sesión del tribunal y en pocos minutos anunció la confirmación de la decisión de imponer una medida preventiva de arresto al periodista durante cuatro meses. Aynur Elgunesh declaró que no había cometido ningún delito. Sin embargo, dado que el periodismo crítico se considera un delito en Azerbaiyán y los periodistas profesionales son tratados como criminales, actualmente se encuentra en prisión. Su abogado, Elchin Sadigov, enfatizó que la decisión con respecto a la persona cuyos derechos defiende es injustificada. 
El 17 de enero de 2025, en el Tribunal de Distrito de Khatai, presidido por la jueza Sulkhana Gadzhieva, se consideró una solicitud para sustituir la medida cautelar por arresto domiciliario para la empleada. Durante el proceso judicial, Aynur Elgunesh enfatizó que su arresto fue una decisión política tomada a nivel presidencial y le dijo a la jueza Sulkhana Gadzhieva que no tenía autoridad para tomar decisiones en este caso. El tribunal rechazó la solicitud y confirmó la orden de detención.
El 7 de marzo de 2025, el abogado de Aynur Elgunesh, Elchin Sadigov, presentó otra petición para sustituir la medida preventiva de arresto por arresto domiciliario.  Aunque la defensa afirmó que no existían fundamentos legales para mantener al periodista bajo custodia, el Tribunal de Distrito de Khatai rechazó la petición.
El 14 de marzo de 2025, el Tribunal de Distrito de Khatai revisó la moción de la autoridad investigadora para extender la medida preventiva de detención impuesta a Aynur Elgunesh. Según la decisión del tribunal, el período de detención de Elgunesh se extendió por tres meses más.  “Una decisión absolutamente infundada. El período de detención de cuatro meses de mi cliente, Aynur Elgunesh, vence el 6 de abril, pero desde el interrogatorio inicial, no se han llevado a cabo acciones de investigación con ella. La investigación no ha proporcionado razones convincentes para continuar la detención de Elgunesh. El tribunal también ignoró las capacidades físicas limitadas de Elgunesh, ya que es discapacitada (tiene problemas en las piernas) y no existen condiciones especiales para ella en el centro de detención”, dijo Sadigov, quien defiende los derechos de Elgunesh.
El 24 de junio de 2025, el Tribunal de Distrito de Khatai, a petición de las autoridades investigadoras, prorrogó la medida cautelar contra Aynur Elgunesh por tercera vez. Elchin Sadigov se opuso a la petición, alegando que no era necesario prolongar el periodo de detención. Sadigov enfatizó que los periodistas no habían cometido ningún delito. Según la defensa, si bien los periodistas fueron acusados de tráfico de personas, no existían pruebas convincentes que respaldaran esta acusación. En su declaración ante el tribunal, Aynur Elgunesh declaró que el tribunal no debía actuar como un notario y simplemente avalar las órdenes superiores. 
El 4 de julio de 2025, el Tribunal de Apelaciones de Bakú revisó la apelación contra la decisión de prorrogar la medida cautelar de detención (fechada el 24 de junio). La apelación fue desestimada durante la sesión del tribunal presidida por el juez Ramin Garagurbanli.

## Películas documentales
En 2022, dirigió el documental "Çinar ağacının kölgəsində" (A la sombra del plátano). En la película, la autora Aynur Elgunesh regresa a la ciudad de Aghdam, de donde fue desplazada en su adolescencia, 28 años después, ahora como periodista. A lo largo de la película, busca rastros de su infancia en las calles de Aghdam y recorre recuerdos enterrados bajo las ruinas.La película de 18 minutos fue producida por la periodista y directora Durna Safarova, con Matlab Mukhtarov como director de fotografía y editor. El documental se proyectó en el Festival de Cine de Sarajevo en agosto de 2022. En 2023, la película recibió un Premio Especial del Jurado en el festival de cine SevilleFest.

## Premios y reconocimientos[36]
- En 2009, fue galardonada con el premio Media Key en la categoría de “Periodista del año”.
- En 2014 recibió el Premio Hasan bey Zardabi del Sindicato de Periodistas de Azerbaiyán.
- También en 2014 recibió el Premio de Periodismo de la OSCE.
- En 2025, fue galardonada con el Premio Wallis Annenberg de Justicia para Mujeres Periodistas.